# Referéndum de independencia de Armenia de 1991
El referéndum de independencia de Armenia de 1991 fue un referéndum llevado a cabo en la República Socialista Soviética de Armenia el 21 de septiembre de 1991 para decidir sobre su independencia de la Unión Soviética. Un 99.5% de los votos fue a favor. La participación fue del 95.0%. El país se convirtió oficialmente en un estado independiente, dos días después, el 23 de septiembre.

## Resultados
| Elección                 | Votos     | %     |
| ------------------------ | --------- | ----- |
| A favor                  | 2 042 627 | 99.51 |
| En contra                | 10 002    | 0.49  |
| Votos en blanco/nulos    | 4 129     | –     |
| Total                    | 2 056 758 | 100   |
| Participación electoral  | 2 163 967 | 95.05 |
| Fuente: Direct Democracy |           |       |

## Consecuencias
Después del referéndum, el presidente soviético Mijaíl Gorbachov intentó persuadir a Armenia para que ingresara en la Unión de Estados Soberanos. Aunque, el gobierno armenio firmó un tratado económico con Rusia que creó una zona de libre comercio.